# Compsophis boulengeri
Espèce
Synonymes
- Tachymenis boulengerii Peracca, 1892
- Geodipsas heimi Angel, 1936
- Geodipsas boulengerii (Peracca, 1892)

Statut de conservation UICN

 LC  : Préoccupation mineure
Compsophis boulengeri est une espèce de serpents de la famille des Lamprophiidae. 

## Répartition
Cette espèce est endémique de Madagascar.

## Description
L'holotype de Compsophis boulengeri mesure 348 mm dont 48 mm pour la queue.

## Étymologie
Cette espèce est nommée en l'honneur de George Albert Boulenger.

## Publication originale
- Peracca, 1892 : Descrizione di nuove specie di rettili e anfibi di Madagascar. Bollettino dei Musei di Zoologia e Anatomia Comparata della R. Universita di Torino, vol. 7, n. 112, p. 1-5 (texte intégral).